# Вахрушев Данило Васильович
Данило Васильович Вахрушев (рос. Даниил Вахрушев; нар. 10 квітня 1992, Котлас, Росія) — російський актор

## Життєпис
Народився у місті Котлас. Навчався у ВДІКу (майстерня Соловйова і Рубінчика).

### Кар'єра
Дебютував у 2011 році в короткометражному фільмі «Якщо я впаду». Пізніше знявся в невеликому епізоді другого сезону серіалу «Карпов». У 2013 році грав Сашу в серіалі «Студія 17». Найбільшу славу принесла роль Валі в телесеріалі «Фізрук».